# Анкум
Анкум (њем. Ankum) општина је у њемачкој савезној држави Доња Саксонија. Једно је од 34 општинска средишта округа Оснабрик. Према процјени из 2010. у општини је живјело 7.216 становника. Посједује регионалну шифру (AGS) 3459002.

## Географија
Анкум се налази у савезној држави Доња Саксонија у округу Оснабрик. Општина се налази на надморској висини од 54 метра. Површина општине износи 66,3 km². У самом мјесту је, према процјени из 2010. године, живјело 7.216 становника. Просјечна густина становништва износи 109 становника/km².